# Barcău
Barcău (ungerska: Berettyó) är en 134 km lång flod i Rumänien och Ungern. Den börjar i Plopișbergen strax utanför Boghiș i Rumänien och rinner genom de rumänska städerna Nușfalău, Ip, Suplacu de Barcău, Balc, Abram, Marghita, Abrămuț, Chișlaz, Sălard och Tămășeu samt ungerska Kismarja, Pocsaj, Gáborján, Berettyóújfalu och Szeghalom för att sedan mynna i Sebes-Körös.
Den har åtta vänsterbifloder, Valea Iazului, Luncșorul, Cerasa, Bistra, Săcălăsău, Râul Fânațelor, Fâneața Mare samt Crișul Mic och fem högerbifloder Bucmer, Egher, Inot, Fâncica samt Ier.